# Filmy zgłoszone do rywalizacji o 31. rozdanie Oscara w kategorii filmu nieanglojęzycznego
Do rywalizacji o 31 rozdanie Oscara w kategorii filmu nieanglojęzycznego zgłoszono dziesięć filmów. Wśród nich po raz pierwszy znalazły się produkcje z Jugosławii i Egiptu. 
Triumfował film z Francji Mój wujaszek w reżyserii  Jacquesa Tati.
Nagroda została wręczona podczas ceremonii 6 kwietnia 1959.

## Lista filmów zgłoszonych do rywalizacji o 31. rozdanie Oscara w kategorii filmu nieanglojęzycznego
| Zgłaszające państwo | Tytuł użyty w nominacji    | Tytuł oryginalny                                 | Tytuł polski        | Języki     | Reżyser             | Rezultat       |
| ------------------- | -------------------------- | ------------------------------------------------ | ------------------- | ---------- | ------------------- | -------------- |
| Dania               | Dollars from the Sky       | Guld og grønne skove                             |                     | duński     | Gabriel Axel        | Brak nominacji |
| Egipt               | Cairo Station              | باب الحديد (Bab el hadid)                        |                     | arabski    | Youssef Chahine     | Brak nominacji |
| Francja             | My Uncle                   | Mon Oncle                                        | Mój wujaszek        | francuski  | Jacques Tati        | Wygrana        |
| Hiszpania           | La Venganza                | La Venganza                                      |                     | hiszpański | Juan Antonio Bardem | Nominacja      |
| Indie               | Madhumati                  | मधुमती                                             |                     | hindi      | Bimal Roy           | Brak nominacji |
| Japonia             | Ballad of Narayama         | 楢山節考 (Narayama Bushikō)                      | Ballada o Narayamie | japoński   | Keisuke Kinoshita   | Brak nominacji |
| Jugosławia          | The Road a Year Long       | La strada lunga un anno (Cesta duga godinu dana) | Droga długa jak rok | włoski     | Giuseppe De Santis  | Nominacja      |
| Niemcy Zachodnie    | Arms and the Man           | Helden                                           | Żołnierz i bohater  | niemiecki  | Franz Peter Wirth   | Nominacja      |
| Szwecja             | The Magician               | Ansiktet                                         | Twarz               | szwedzki   | Ingmar Bergman      | Brak nominacji |
| Włochy              | Big Deal on Madonna Street | I soliti ignoti                                  | Sprawcy nieznani    | włoski     | Mario Monicelli     | Nominacja      |